# Авадзу Кійоші
Кійоші Авадзу (яп. 粟津 潔, ромадзі: Awazu Kiyoshi, 19 лютого 1929 — 28 квітня 2009) — японський графічний дизайнер, який працював у період після Другої світової війни в таких сферах, як дизайн плакатів, архітектура, сценографія, кіновиробництво та ілюстрація. Будучи самоучкою, Авадзу відзначався еклектичним і різноманітним графічним стилем, який використовував яскраві палітри, переосмислював мотиви традиційного японського мистецтва й сучасної поп-культури, а також впроваджував суперграфіку й експресивну типографіку у різних масштабах та просторових контекстах.
Вважаючи дизайн базовою функцією людського життя і соціальною місією дизайнера «поширювати сільське в місто, виводити на перший план фольклор, відроджувати минуле, повертати забуте», Авадзу працював з представниками різних жанрів та запозичував ідеї з широкого спектру джерел, створюючи роботи, що були одночасно міждисциплінарними й виразними, протиставляючись уніфікуючим тенденціям модернізму.
Його робота «Поверніть нам наші океани» 1955 року, яка була вираженням солідарності з рибалками, позбавленими права на риболовлю через заборони окупаційних сил США, демонструє його зацікавленість у політичному активізмі та здатності візуальної комунікації розкривати несправедливості та підвищувати обізнаність емоційними засобами. Авадзу працював з різними колабораторами у сфері кіно, театру та образотворчого мистецтва, створюючи плакати, обкладинки книг, ілюстрації та інші графічні матеріали.
Авадзу також співпрацював з численними сучасними архітекторами, зокрема як учасник руху Метаболізму, інтегруючи дизайн споруд з іншими прикладними мистецтвами і підкреслюючи роль дизайну як засобу залучення громадськості до урбаністичних процесів. У сфері архітектури його найвідоміша робота — це створення суперграфіки на зовнішній стороні будівлі Нібанкан, яка зображена на обкладинці книги Чарльза Дженкса «Мова сучасної архітектури» (1977).

## Біографія

### Ранні роки життя
Кійоші Авадзу народився у 1929 році в районі Хімонья, Мегуро. Його батько, технік електролабораторії Міністерства комунікацій, загинув у залізничній аварії, коли Авадзу був ще немовлям. У віці чотирьох років його мати вийшла заміж вдруге за кравця, а самого Авадзу відправили жити до бабусі та дядька. Після закінчення початкової школи він відвідував вечірню школу для ремісників, працюючи на різних роботах, у тому числі на друкарському заводі, фабриці будівельних матеріалів та у книжковому магазині в Канді, де зацікавився поезією та літературою.
Хоча Авадзу вступив до комерційного факультету університету Хосей, заняття були переважно скасовані через війну, а його будинок був зруйнований під час бомбардування Токіо. Після капітуляції він кинув навчання і став працювати на станції метро в Мегуро, паралельно відвідуючи гурток з вивчення суспільних наук, де почав цікавитися марксизмом-ленінізмом. У 1948 році він покинув роботу в метро і влаштувався в Асоціацію графічного мистецтва Японії, рекламне агентство, що займалося виготовленням білбордів та кінобуклетів, одночасно відвідуючи курси малювання в невеликій студії в Гінзі.
Авадзу був переважно самоучкою і отримав свою художню освіту завдяки читанню багатьох довоєнних підручників з історії мистецтва та закордонних журналів з графічного дизайну. Під час цих студій Авадзу познайомився з роботами американського художника Бена Шана, відомого своїм соціально-реалістичним підходом, та австрійсько-американського графічного дизайнера Герберта Байєра, одного з піонерів сучасної типографіки.

### «Поверніть нам наші океани» та початок кар'єри
З 1954 по 1958 роки Авадзу працював у відділі реклами кінокомпанії «Ніккацу», створюючи шовкографічні друки з простими лінійними малюнками та ручними написами. У 1955 році, після поїздки на пляж Кудзюкюрі в префектурі Чіба та спостереження за обуренням місцевих рибалок, яких позбавили права на промисел, Авадзу створив плакат протесту «Поверніть нам наші океани». На плакаті зображений незадоволений рибалка у яскравій куртці на фоні хмарного неба, де видно тінь рибальського човна.

### Плакатний дизайн
Починаючи з кінця 1950-х, Авадзу здобув широке визнання завдяки своїм рекламним плакатам для кіно і театру, а в 1958 році здобув головний приз на Міжнародному конкурсі кіноплакатів у Парижі. Він часто використовував мотиви японської традиційної гравюри на дереві укійо-е, переосмислюючи їх у сучасному поп-культурному контексті з яскравими кольорами і чіткими контурами. Його стиль був різноманітним — від мінімалістичних форм до живописних мазків та монохромних палітр.
Багато його плакатів присвячені політичним рухам і соціальним проблемам, серед яких театральні групи Сінгекі, Японська рада проти атомних і водневих бомб та боротьба за демократію в Кореї. У 1984 році Авадзу був запрошений Японською асоціацією графічних дизайнерів створити другий плакат серії «Заклики до Хіросіми» для щорічного проекту, розпочатого плакатом «Палаючі метелики» Юсаку Камекури.